# Tephrina dissocia
Tephrina dissocia är en fjärilsart som beskrevs av W. Warren 1897. Tephrina dissocia ingår i släktet Tephrina och familjen mätare. Inga underarter finns listade i Catalogue of Life.